# Arefu
Arefu é uma comuna romena localizada no distrito de Argeş, na região de Muntênia. A comuna possui uma área de 59.00 km² e sua população era de 2629 habitantes segundo o censo de 2007.